# John Powers
John Powers (* 1957) ist ein US-amerikanischer Professor für Asienwissenschaften und Religionsgeschichte. Er lehrt derzeit an der Australian  National University in  Canberra.

## Leben
Powers studierte am Holy Cross College in Worcester, Massachusetts und erwarb dort 1979 den Bachelor of Arts in Philosophie und Religionswissenschaft. 1984 folgte der Abschluss als Master of Arts in Indischer Philosophie an der McMaster University in Hamilton, Ontario. 1991 erlangte er den Doktorgrad für Religionsgeschichte der University of Virginia. Seit 1995 ist Powers an der Australian National University tätig und wurde dort 2008 an den Lehrstuhl der Fakultät für Asienwissenschaften berufen.
Powers ist praktizierender Buddhist und gilt als Experte für den tibetischen Buddhismus. Vom Büro des Dalai Lama in Australien wurde er als führender Experte des Landes zu den Feierlichkeiten anlässlich des 70. Geburtstages von Tendzin Gyatsho eingeladen. Neben Fachbüchern zur buddhistischen Spiritualität und Meditationstechniken, fertigte Power zahlreiche Übersetzungen tibetischer Schriften und Kommentare dazu an und veröffentlichte Arbeiten zu Kultur und Geschichte Tibets, Indiens und Chinas. 
Powers befürwortet eine tibetische Autonomie und vergleicht die chinesische Haltung zur Bevölkerung Tibets mit der der Europäer gegenüber den Aborigines zur Zeit der frühen Kolonisation Australiens.

## Bücher
- The Yogācāra school of Buddhism: a bibliography. American Theological Library Association, Vol. 27, 1991
- Hermeneutics and tradition in the Saṃdhinirmocana-sūtra. Indian thought and culture, Vol. 5, BRILL, 1993
- Introduction to Tibetan Buddhism. Snow Lion Publications, 1995
- Wisdom of Buddha: the Saṁdhinirmocana Sūtra. Tibetan translation series, Vol. 16, (als Übersetzer), Dharma Publications, 1995
- Scriptures of world religions. McGraw Hill, 1998 (mit James Fieser)
- Jñānagarbha’s Commentary on just the Maitreya chapter from the Saṃdhinirmocana-Sūtra: study, translation and  Tibetan text. Indian Council of Philosophical Research, 1998
- A Concise  Encyclopedia of Buddhism. Oneworld Publication, 2000
- Religion und Kultur  Tibets. Das geistige Erbe eines buddhistischen Landes. O.W. Barth,  2002
- History as propaganda: Tibetan exiles versus the People’s Republic of China. Oxford University Press US, 2004
- A Concise Introduction to Tibetan Buddhism. Snow Lion Publications, 2008[3]
- A Bull of a Man: Images of Masculinity, Sex, and the Body in Indian Buddhism. Harvard University Press, 2009